# Station Kostrzyca
Station Kostrzyca is een spoorwegstation in de Poolse plaats Kostrzyca.